# 76272 De Jong
76272 De Jong è un asteroide della fascia principale. Scoperto nel 2000, presenta un'orbita caratterizzata da un semiasse maggiore pari a 2,7662970 UA e da un'eccentricità di 0,2671351, inclinata di 10,21661° rispetto all'eclittica.
L'asteroide è dedicato all'astronomo statunitense Eric De Jong.